# Plawenia
Plawenia is een geslacht van wormmollusken uit de  familie van de Simrothiellidae.

## Soorten
- Plawenia argentinensis Scheltema & Schander, 2000
- Plawenia schizoradulata (Salvini-Plawen, 1978)
- Plawenia sphaera Scheltema & Schander, 2000